# Lamar Jackson
Lamar Demeatrice Jackson Jr. (Pompano Beach, Florida, 7 januari 1997) is een Amerikaans Americanfootballspeler voor de Baltimore Ravens (NFL). Mayfield nam in 2020, 2022 en in 2024 deel aan de Pro Bowl.